# Fée des fleurs
Les fées des fleurs (en anglais flower fairies) sont un thème récurrent de la littérature pour enfants anglo-saxonne, et particulièrement anglaise, du début du XXe siècle, qui a donné lieu à des contes, des poèmes et surtout des illustrations qui ont connu un grand succès populaire.

## Contexte artistique

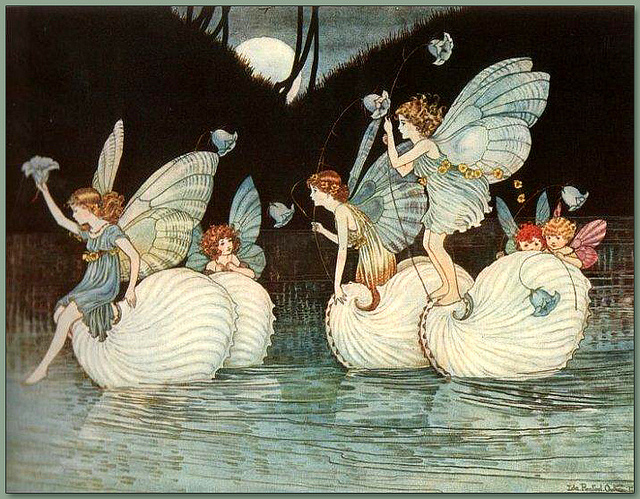
'Fairy Islands' illustration du livre Elves and Fairies 1916 par Ida Rentoul Outhwaite

Au début du XXe siècle, les fées deviennent un thème populaire dans l'art et la littérature anglo-saxonne, avec les photographies des fées de Cottingley, les publications de The Coming of the Fairies d'Arthur Conan Doyle, Peter Pan de J. M. Barrie, ainsi que les œuvres sur ce thème de l'australienne Ida Rentoul Outhwaite. La reine Mary participe à cette popularisation en envoyant des cartes de vœux dessinées par Outhwaite pendant les années 1920.

## Cicely Mary Barker
Les Flower fairies de Cicely Mary Barker sont certainement les plus connues aujourd'hui, mais pas les premières. En 1918, Barker crée une série de cartes sur les elfes et les fées,.
Au total elle a publié huit ouvrages, regroupés sous le titre de The Original Flower Fairies Books. Le dernier paru, Flower Fairies of the Winter, a été publié après sa mort et longtemps après la série originelle.
En 1989, l'éditeur Frederick Warne & Co acquiert les droits des œuvres de Barker. Il en publie de nombreuses rééditions et produits dérivés, qui assurent à la série une renommée mondiale.

## Clara Ingram Judson et Maginel Wright Enright

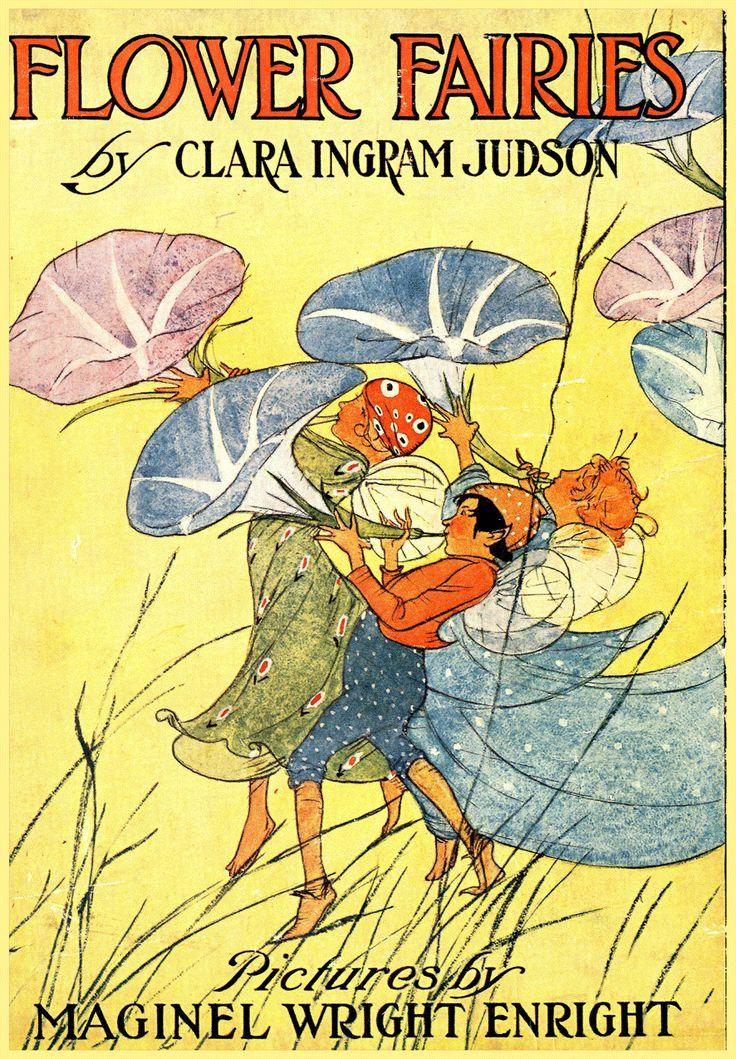
Flower Fairies illustré par MW Enright, 1915.

Flower Fairies est également le titre d'un livre pour enfants écrit par Clara Ingram Judson et illustré par Maginel Wright Enright publié en 1915 par Rand McNally (en). Il s'agit d'un récit illustré classique.

## Margaret Tarrant et Marion St John Webb
Dans les années 1920, l'illustratrice anglaise Margaret Tarrant a publié plusieurs livres sur les fées, parmi lesquels Flower Fairies, publié en 1923 par The Modern Art Society Ltd. avec des poèmes de Marion St John Webb.